# اولخوفکا (شهرستان کویورگازینسکی، باشقیرستان)
اولخوفکا (انگلیسی: Olkhovka, Kuyurgazinsky District, Republic of Bashkortostan) یک شهرک در شهرستان کویورگازینسکی جمهوری باشقیرستان در کشور روسیه است.